# هديومة شعثاء
هديومة شعثاء (الاسم العلمي:Hedeoma pilosa) هي نوع من النباتات تتبع جنس الهديومة من الفصيلة الشفوية.